# Guinea az 1980. évi nyári olimpiai játékokon
Guinea a szovjetunióbeli Moszkvában megrendezett 1980. évi nyári olimpiai játékok egyik részt vevő nemzete volt. Az országot az olimpián 3 sportágban 9 sportoló képviselte, akik érmet nem szereztek.

## Atlétika
Férfi
| Versenyző       | Versenyszám | Előfutam | Előfutam | Előfutam | Negyeddöntő | Negyeddöntő | Negyeddöntő | Elődöntő | Elődöntő | Elődöntő | Döntő   | Döntő    |
| Versenyző       | Versenyszám | Idő      | Hely.    | Össz.    | Idő         | Hely.       | Össz.       | Idő      | Hely.    | Össz.    | Idő     | Helyezés |
| --------------- | ----------- | -------- | -------- | -------- | ----------- | ----------- | ----------- | -------- | -------- | -------- | ------- | -------- |
| Paul Haba       | 100 m       | 11,19    | 6.       | 56.      | kiesett     | kiesett     | kiesett     | kiesett  | kiesett  | kiesett  | kiesett | kiesett  |
| Paul Haba       | 200 m       | 22,70    | 7.       | 49.      | kiesett     | kiesett     | kiesett     | kiesett  | kiesett  | kiesett  | kiesett | kiesett  |
| Mohamed Diakité | 400 m       | 49,59    | 6.       | 40.      | kiesett     | kiesett     | kiesett     | kiesett  | kiesett  | kiesett  | kiesett | kiesett  |
| Sekou Camara    | 800 m       | 1:58,9   | 5.       | 37.      |             |             |             | kiesett  | kiesett  | kiesett  | kiesett | kiesett  |

## Cselgáncs
| Versenyző        | Versenyszám | Csoport | 32-es főtábla                   | Nyolcaddöntő             | Negyeddöntő       | Elődöntő          | Vigaszág negyeddöntő | Vigaszág elődöntő | Bronz- mérkőzés   | Döntő             | Helyezés |
| Versenyző        | Versenyszám | Csoport | Ellenfél Eredmény               | Ellenfél Eredmény        | Ellenfél Eredmény | Ellenfél Eredmény | Ellenfél Eredmény    | Ellenfél Eredmény | Ellenfél Eredmény | Ellenfél Eredmény | Helyezés |
| ---------------- | ----------- | ------- | ------------------------------- | ------------------------ | ----------------- | ----------------- | -------------------- | ----------------- | ----------------- | ----------------- | -------- |
| Ibrahim Camara   | Légsúly     | B       | Pavel Petřikov (TCH) · V        | kiesett                  | kiesett           | kiesett           |                      |                   |                   |                   | 19.      |
| Mamadou Diallo   | Harmatsúly  | B       | erőnyerő                        | Djibril Sambou (SEN) · V | kiesett           | kiesett           |                      |                   |                   |                   | 13.      |
| Abdoulaye Diallo | Könnyűsúly  | B       | Ravdangiin Davaadalai (MGL) · V | kiesett                  | kiesett           | kiesett           |                      |                   |                   |                   | 19.      |

## Ökölvívás
| Versenyző          | Versenyszám   | Selejtező         | 32-es főtábla                   | Nyolcaddöntő      | Negyeddöntő       | Elődöntő          | Döntő             | Helyezés |
| Versenyző          | Versenyszám   | Ellenfél Eredmény | Ellenfél Eredmény               | Ellenfél Eredmény | Ellenfél Eredmény | Ellenfél Eredmény | Ellenfél Eredmény | Helyezés |
| ------------------ | ------------- | ----------------- | ------------------------------- | ----------------- | ----------------- | ----------------- | ----------------- | -------- |
| Barry Aguibou      | Légsúly       |                   | Hassan Sherif (ETH) · kizárták  | kiesett           | kiesett           | kiesett           | kiesett           | 17.      |
| Samba Jacob Diallo | Harmatsúly    | erőnyerő          | Ganapathy Manoharan (IND) · 1:4 | kiesett           | kiesett           | kiesett           | kiesett           | 17.      |
| Mbemba Camara      | Nagyváltósúly |                   | Francisco de Jesus (BRA) · 0:5  | kiesett           | kiesett           | kiesett           | kiesett           | 17.      |